# Tour Mozza
La Tour Mozza (en italien : Torre Mozza), est une fortification côtière située dans la commune de Piombino, dans la province de Livourne en Toscane,.
Elle se trouve à l'extrémité est du Parc naturel côtier de la Sterpaia.

## Historique
La tour a été construite vers 1500 par les seigneurs dela Principauté de Piombino, les Appiani (it), avec pour fonction d'observer les navires chargés de minéraux arrivant de l'île d'Elbe et de surveiller la côte contre les invasions des pirates sarrasins. La tour de guet faisait partie du système de tours côtières du grand-duché de Toscane.
Par la suite, un quai pour le déchargement du lignite a également été construit.

## Description
La tour Mozza est située dans la partie sud de la commune de Piombino, dans la partie centrale du Golfe de Follonica (it). La fortification se présente comme un complexe imposant à proximité du bord de mer, composé de 3 bâtiments placés les uns à côté des autres. Il y a trois parties construites à différentes époques.
Le bâtiment face à la mer, qui constituait l'ancienne tour de guet aux fonctions défensives, a un plan carré ; cette conformation remonte à la première moitié du XVIe siècle, respectant les caractéristiques les plus répandues des tours côtières de l'époque. Le second bâtiment a été ajouté du côté terre ; par la suite, cette même partie fut affectée par un ajout supplémentaire formant un bâtiment. L'escalier extérieur est divisé en partie intermédiaire de la structure et mène encore aux différents niveaux qui caractérisent l'ancienne tour.

## La plage
La mer face à la plage se caractérise par la présence d'une falaise immergée parallèle à la côte à environ 10 m du rivage, ce qui contribue à former une sorte de piscine naturelle, c'est-à-dire un milieu marin protégé des vagues et des courants particulièrement apprécié des nageurs pendant la saison estivale. Dans cet environnement, il n'est pas rare également de croiser quelques petits spécimens de la faune piscicole typique de cette étendue de mer : saupes, oblades, daurades, mulets et rascasses. 
Une légende urbaine locale attribuerait la présence de la falaise susmentionnée à ce qui reste de l'ancienne Via Aurelia de l'époque romaine, dont le tracé passait cependant sur le continent plus à l'est et avec une orientation différente.

## Galerie

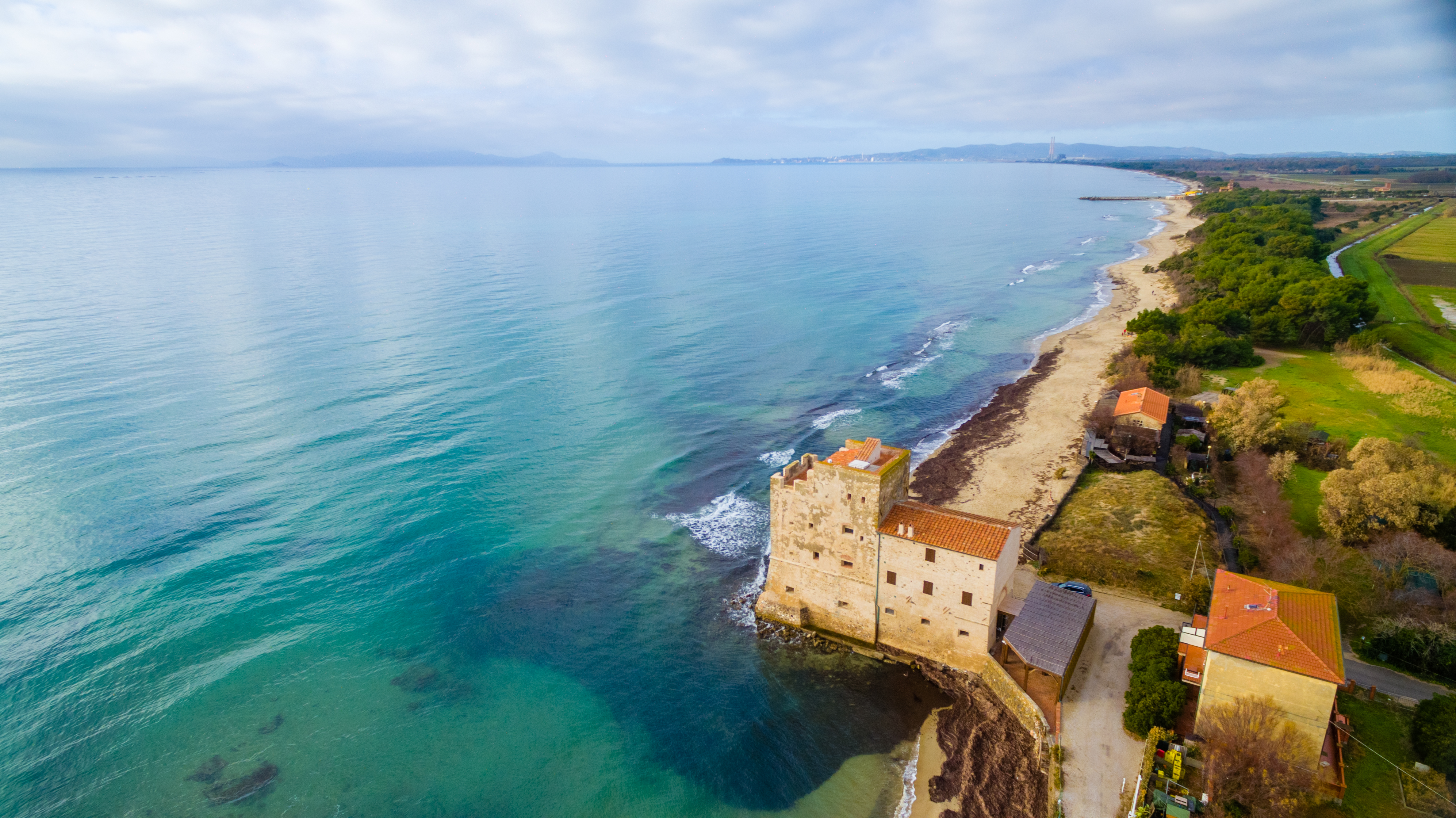
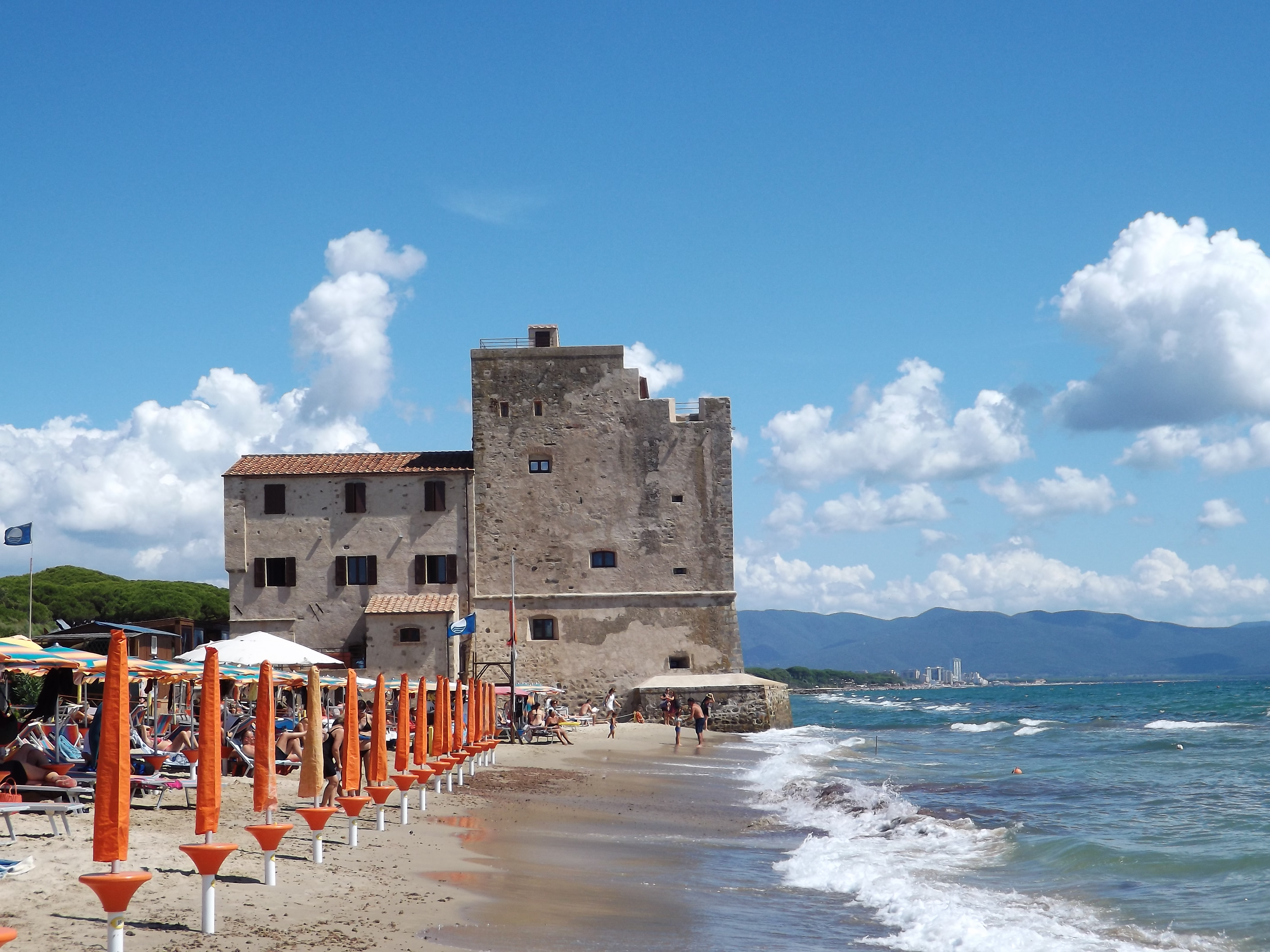